# 中久木麻衣子
中久木 麻衣子（なかくき まいこ、1982年5月15日 - ）は、日本のファッションモデル、タレント、女優。神奈川県横浜市出身。

## 略歴
関東学院大学卒業。
中学時代からモデルやキャンペーンガールとして活動し、CM、雑誌、広告などに出演。
2005年には煩悩ガールズの一員として活動。近年は女優として舞台やドラマに出演している。

## 出演

### CM
- リクルート「あちゃら」
- カネボウ「テスティモ」
- 花王「エコナ」
- レイジースーザンウェディング
- デサント「アリーナ」

### 映画
- ハンサム★スーツ（2008年11月1日、アスミック・エース）

### テレビドラマ
- ナサケの女〜国税局査察官〜（2010年、テレビ朝日）

### 舞台
- もうひとつだけ（2010年、ウッディシアター中目黒）
- 民宿チャーチの熱い夜8（2010年、タイニイ・アリス）
- おだやかに にぎやかに（2010年、ウッディシアター中目黒）

### WEB
- タブレット・ガール